# Казарма (Крит)
Казарма (на гръцки: Καζάρμα)) е крепост в град Сития на остров Крит в Гърция.
Построена е от венецианците през XIII в. в периода, когато владеят острова. Името „Казарма“ идва от италианското „casa d’arma“, в буквален превод „дом на оръжието“ (от саsа - къща и arma - оръжие).
През изминалите столетия крепостта е силно повредена от пиратските набези и земетресенията - сериозни щети претърпява при земетресенията през 1303 г. и 1508 г., а през 1538 г. голяма част от нея е срината при нахлуването на османския адмирал Хайредин Барбароса в Сития. През 1555 г. венецианците отпускат средства за възстановителни работи по крепостта, но тя повече не връща предишната си слава и сила. През 1651 г. венецианците окончателно изтеглят оттук гарнизона си. Малко след това на острова се настаняват османците и също извършват някои реконструкции по крепостта.
През 1966 г. Казарма е обявена за исторически паметник. Днес тя е отворена за посещения. В нея се провеждат различни културни събития - концерти, театрални спектакли и др.